# Еквадорські Анди
Еквадо́рські А́нди — ділянка Анд розташована за традиційним визначенням переважно на території Еквадору, також захоплюючи невеликі прилеглі райони Колумбії та Перу. Еквадорські Анди є відносно старою та частково еродованою гірською системою, що складається з низького плато, обмеженого двома головними паралельними хребтами: Кордильєра-Орієнталь (Східна Кордильєра) та Кордильєра-Оксиденталь (Західна Кордильєра), та містить багато величних вулканічних конусів (всього близько 30, багато понад 5000 м заввишки), як погаслих (Чимборасо, 6267 м, та інші), так і діючих (Котопахі, 5897 м, найвищий вулкан у світі, та інші). Ці хребти сходяться разом на кордоні з Перу (4° пд. ш.) у гористому масиві, що називається вузлом Лоха. Кілька гірських вершин піднімаються над центральним плато, з яких найвища — Нудо-дель-Асуль (4 500 м), що розділяє плато на район сучасного вулканізму на півночі та старішого на півдні. Північна секція складається з більш високих гір, ніж південна, де гори більш еродовані.
Протягом вологого сезону з жовтня по травень середні температури становлять від 11,5° до 18°C. Щоденні коливання температури, проте дуже великі. Попри це, клімат цього регіону часто називають «вічною весною». Завдяки цим погодним умовам та вулканічній активності в Еквадорських Андах виникла дуже характерна рослинність, парамо, що вкриває приблизно одну десяту території гір (або 25 тис. км²) та розташована на висотах між 3500 і 4500 м над рівнем моря. У цьому районі мешкають кондор, каракари, олені, лами, вікуньї та колібрі. На території Еквадорських анд розташовано кілька національних парків та інших природоохоронних територій, де існують багато різних екосистем.
Еквадорські Анди бідні на корисні копалини, їхній видобуток становить менш ніж 1 % ВВП Еквадору. Більшість гірничодобувної промисловості зосереджено на півдні гірської системи, до з 1995 ведеться видобуток золота. Найбільшим багатством Еквадорських Анд є нафта, видобуток якої ведеться з 1917 року. Видобута нафта надходить по нафтопроводу до порту Есмеральдас та на нафтопереробні заводи, розташовані біля нього. З року Еквадор навіть приєднався до ОПЕК, проте в 1992 році вийшов з неї. Зараз видобуток нафти становить близько 387 тис. барелів на добу, її зростанню перешкоджає нерозвинена транспортна інфраструктура. Розвідані запаси природного газу становлять близько 6,1 млрд м³, проте вони поки що мало використовуються, у 1992 році видобуток становив лише близько 100 млн м³.
Завдяки мальовничим ландшафтам, біорізноманіттю та культурній спадщині Еквадорські Анди є дуже популярним туристичним районом. Тут розташована столиця Еквадору Кіто, що розташоване на східних схилах вулкану Ґуаґуа-Пічінча (4790 м) у вузькій долині, що розділяє старі та сучасні райони міста. На південь від нього розташовані місто Куенка, відоме своєю архітектурою, та ринкове місто Отавало, туристичний центр Баньйос і місто Амбато.